# 遠軽自動車学校

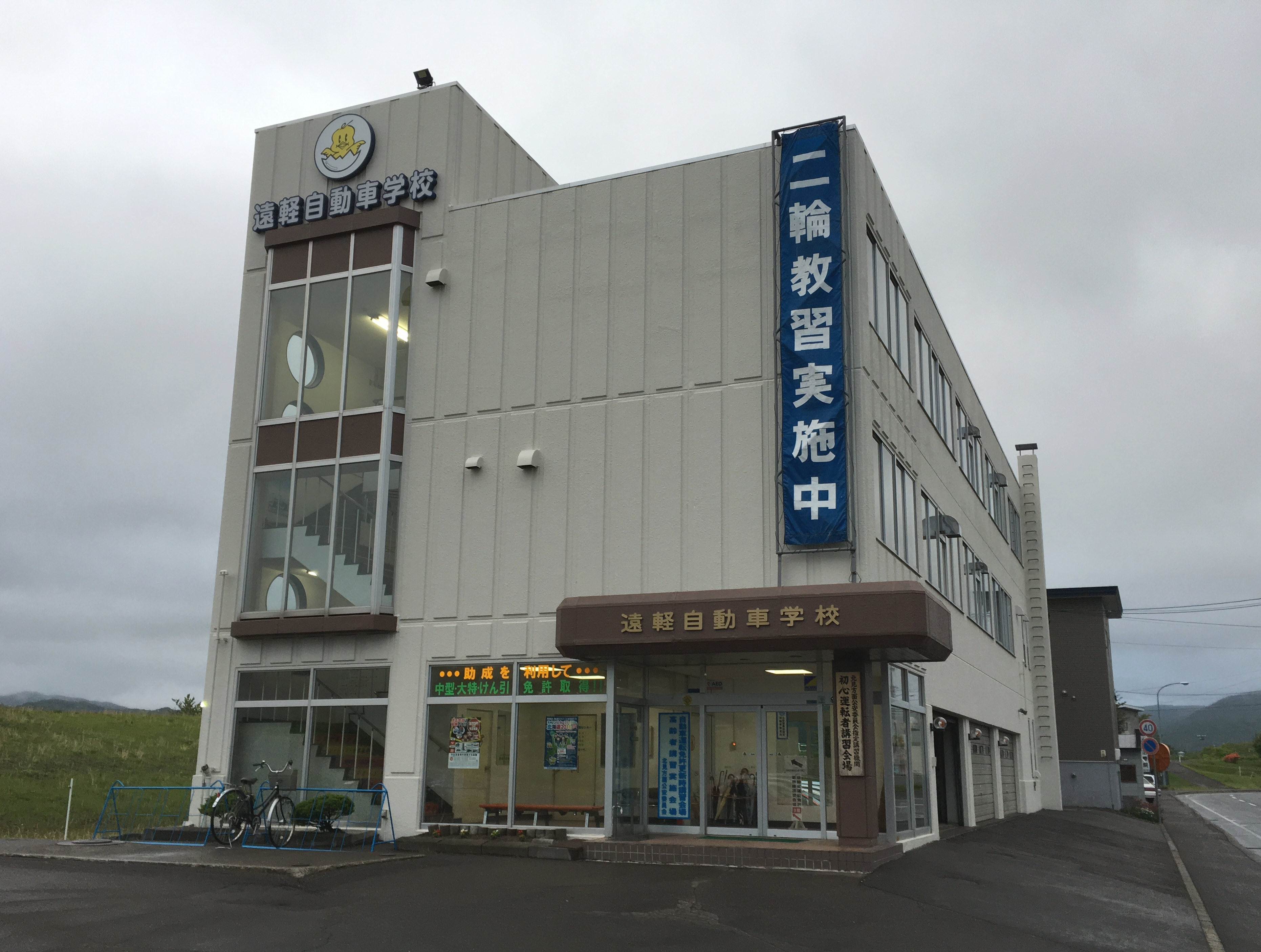
校舎正面（2016年6月）

遠軽自動車学校（えんがるじどうしゃがっこう、英語：Engaru Driving School）は北海道紋別郡遠軽町2条通南1丁目にある自動車教習所。北海道北見方面公安委員会指定。株式会社遠軽自動車センターが運営している。

## 沿革
- 1962年（昭和37年） - 遠軽自動車学校開校[2]。

## 取扱免許
- 普通自動車（AT・MT）
- 中型自動車
- 小型自動二輪車
- 普通自動二輪車
- 大型特殊自動車
- 牽引自動車

## 教習車両
- 普通自動車  - ランサー（MT）、プリウス-ZVW30（AT）他
- 中型自動車 -
- 小型自動二輪車 -
- 普通自動二輪車 -
- 大型特殊自動車 -
- 牽引自動車 -

## 周辺
- 北海道道244号遠軽芭露線
- いわね大橋（湧別川）
- JR北海道石北本線遠軽駅
- 遠軽スポーツ公園
- 北雄ラッキーシティえんがる店
- サッポロドラッグストアー遠軽店
- 北海道遠軽高等学校
- 陸上自衛隊遠軽駐屯地

## 交通機関
- 鉄道 - JR北海道石北本線遠軽駅から徒歩10分。
- 教習生向けの無料送迎バスが生田原・白滝・湧別町・佐呂間町方面へ運行されている。

## 関連会社
乾禧實および親族が代表を務める企業
- 株式会社東江別自動車センター（北広島自動車学校）
- 株式会社北見自動車センター（野付牛自動車学校）
- 共栄自動車工業株式会社（自動車関連事業）
- 共栄重車輌株式会社
- 光紀株式会社（貸切バス事業）
- 遠軽電機株式会社（電気工事業）

乾禧實が理事・役職を務める団体
- 一般社団法人北海道指定自動車教習所協会（会長）
- 遠軽地区交通安全協会（会長）
- 遠軽警察官友の会（会長）
- 遠軽商工会議所（常議員、建設・工業部会会長）
- 遠軽ロータリークラブ（1991年～1992年幹事、1995年～1996年会長）
- 公益社団法人紋別地方法人会（副会長）
- 一般社団法人北見地方自動車整備振興会（会長）